# Tingorbamba

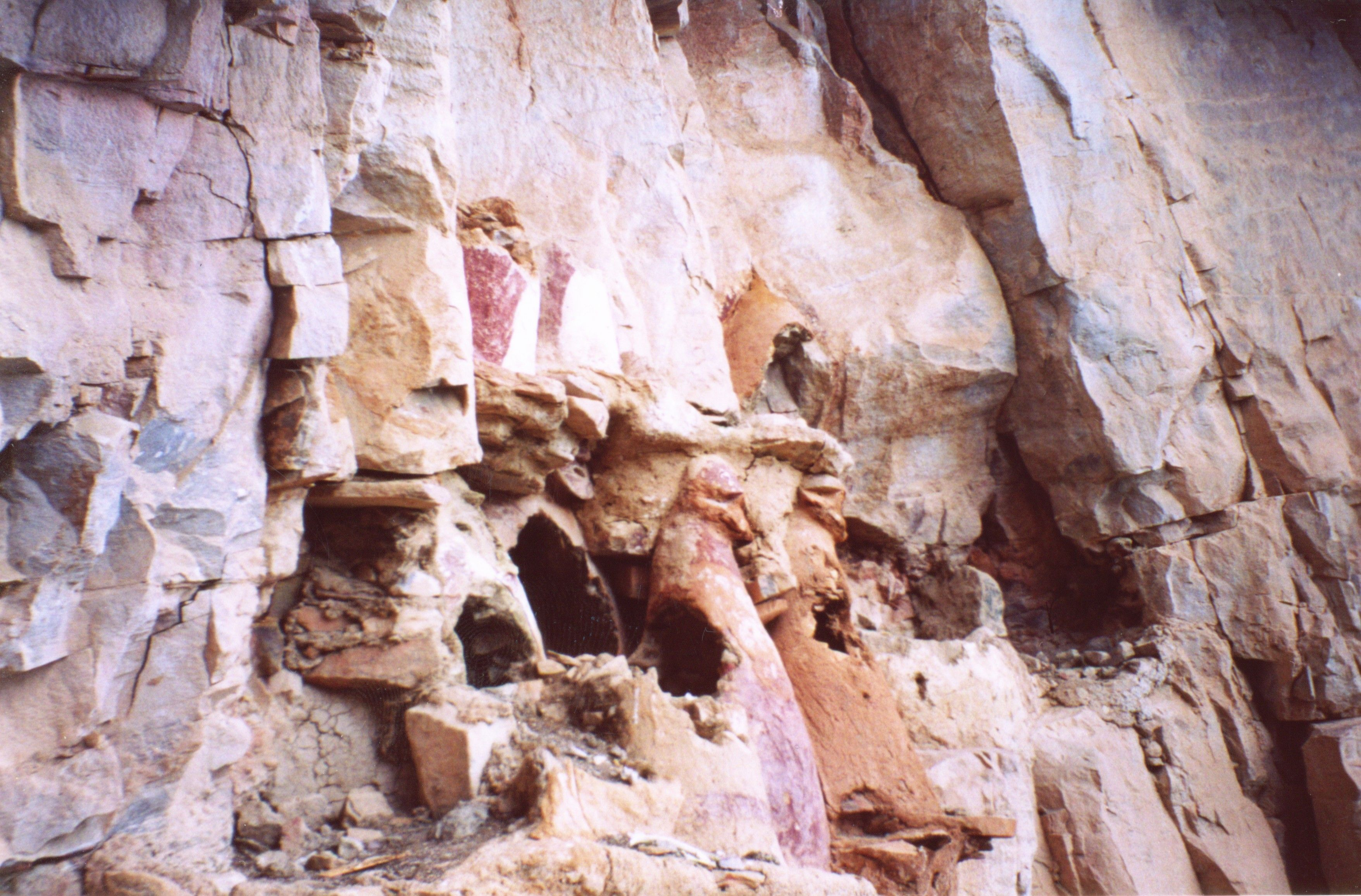

Tingorbamba o Pueblo de los Muertos es un sitio arqueológico de los Chachapoyas. Se encuentra en la parte oeste del río Utcubamba, en Lamud, provincia de Luya, departamento de Amazonas, en Perú, a una altitud de 2329 m s. n. m. Está ubicado sobre los terraplenes de piedra. 
Fue declarado Patrimonio Cultural de la Nación el 2 de abril de 2003 por la Resolución Directoral Nacional N° 196-INC.

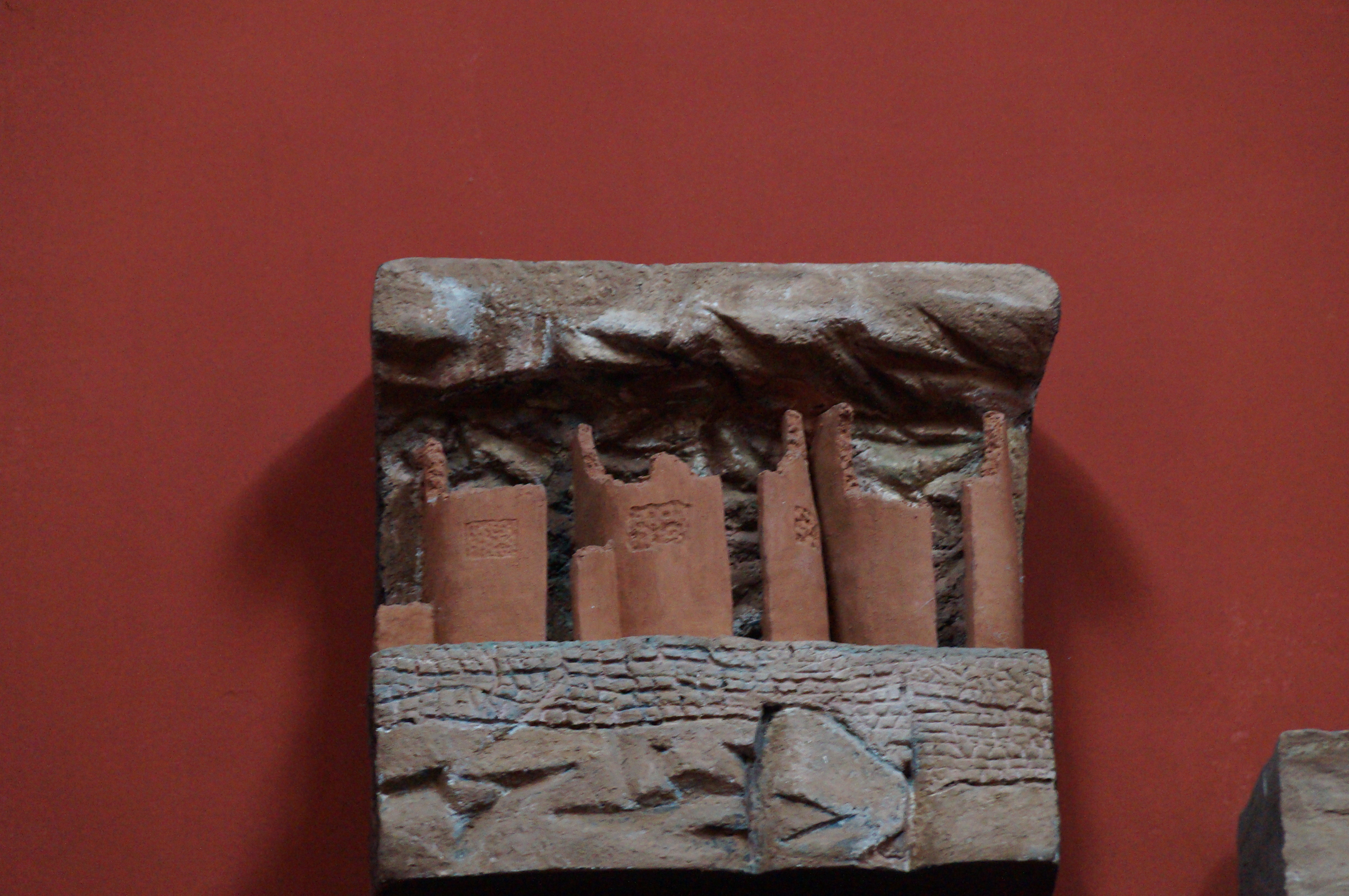
Maqueta de las cámaras funerarias de Tingorbamba/Pueblo de los Muertos, presente en el museo de Leimebamba

## Ubicación
El lugar se caracteriza por tener un ecosistema de bosque espinoso y de matorral. 
Desde este lugar es posible apreciar la catarata de Gocta, una de las más altas del mundo. 
Los chachapoyas se desarrolló durante el Intermedio tardío (1100 - 1470 d. C.).

## Características
Está conformado por 50 estructuras entre mausoleos y sarcófagos utilizados para enterrar en forma colectiva e individual respectivamente. Alrededor de estas se puede observar pinturas rupestres. 
Los mausoleos presentan una planta en forma de U con paredes que alcanzan los 3 m de alto, por otro lado, los sarcófagos representan rasgos antropomorfos con mandíbula pronunciada. 
Los mausoleos fueron elaborados por piedra regulares acomodada en hileras, las paredes fueron cubiertas con barro y los sarcófagos están constituidas con piedra, palos, caña, cuerdas y barro. Alrededor de estas se puede observar pinturas rupestres.